# ヘルムート・シュティーフ

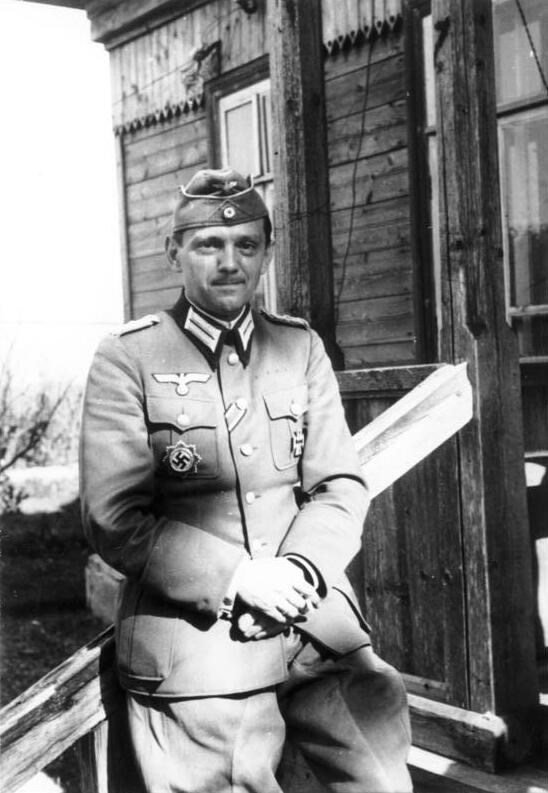
シュティーフ大佐（1942年5月）

ヘルムート・シュティーフ（ドイツ語: Hellmuth Stieff, 1901年6月6日 - 1944年8月8日）は、ドイツの陸軍軍人。最終階級は陸軍少将（ドイツ国防軍）。ヒトラー暗殺計画に加担して処刑された。

## 来歴
東プロイセンのドイチュ・アイラウに生まれる。第一次世界大戦後に士官学校を卒業し将校となる。1929年に結婚するが、子供は無かった。1938年にアドルフ・ホイジンガーの陸軍総司令部作戦課に参謀将校として配属される。
第二次世界大戦冒頭のポーランド侵攻に従軍するが、ドイツ軍の戦線後方で行われる大量虐殺を目の当たりにして、ナチスに対する反感を募らせていった。1942年に大佐に昇進し、参謀本部編成部長に就任。1943年夏、ヘニング・フォン・トレスコウの説得で反ナチス運動に積極的に関わるようになった。1944年1月に少将に昇進し、ドイツ軍で最年少かつ最も背の低い将軍となった。アドルフ・ヒトラーの戦争指導には批判的で、周囲にも公言していた。
ヒトラーに近寄れる立場にあったため、1943年11月にはヒトラー暗殺計画のための爆弾を準備したりしたが、自身の手による暗殺遂行は拒絶していた。クラウス・フォン・シュタウフェンベルク大佐はシュティーフが考えを変えるよう望んでいたが、1944年7月7日のザルツブルクでの軍服発表会の準備という絶好の機会を得ても、シュティーフはヒトラーに対する暗殺計画遂行を拒んだ。これによりシュタウフェンベルクは自身が暗殺を決行するしかないと悟った。

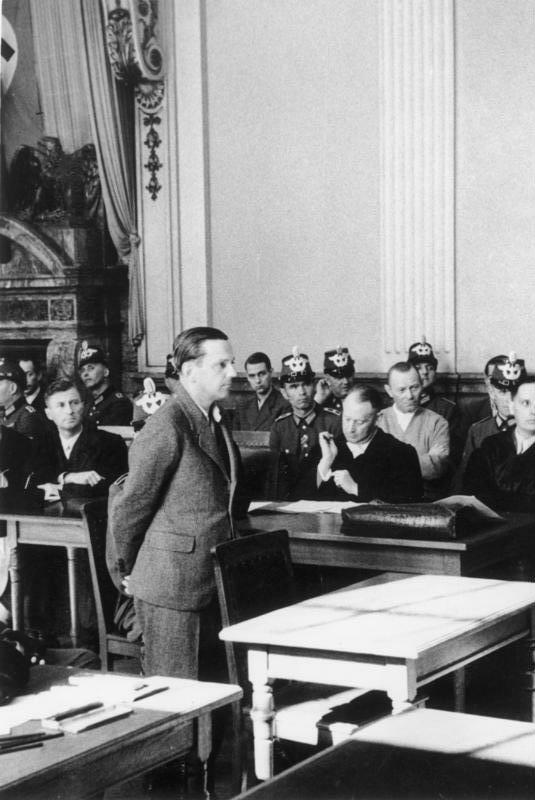
人民法廷で裁かれるシュティーフ（起立している人物。1944年8月7日）

7月20日、シュティーフはシュタウフェンベルクやその副官ヴェルナー・フォン・ヘフテンらと共にヴォルフスシャンツェの総統大本営に飛んだ。シュタウフェンベルクによる暗殺失敗後の7月21日未明、シュティーフはヴォルフスシャンツェで逮捕され拷問を受けた。しかしゲシュタポは共謀者の名前を自白させられなかった。8月2日に開催された名誉法廷の決定でシュティーフらはドイツ国防軍から不名誉除隊され、軍法会議ではなく一般市民として8月8日にローラント・フライスラー裁判長の人民法廷で死刑判決を受けた。判決日の夕刻、ヒトラーの指令に基づき、軍人に対する銃殺ではなく絞首刑により、ベルリン・プレッツェンゼー刑務所で処刑された。

## 証言
「それ（ワルシャワ）とその住民は滅亡しようとしている。この街に居る人々がその人生で一瞬たりとも喜びが無いというのは残酷なことだ。……戦争はこの点において恐るべき影響を与えており、先の戦争（第一次世界大戦）でさえこのような結果をもたらさなかった。……そこでは勝者ではなく罪悪感を持つ者があるだけだ。私だけでなく、この街に住まねばならない全ての紳士がそれを感じている。それに加えて、ただ腕を組んで見ているしか無い、この街のあちこちで起きている思いもよらぬ出来事がある！残酷なプロパガンダの旺盛な想像力でさえ、ここで繰り広げられている、我慢のならない組織的殺害、強盗、掠奪に比べれば大したことはない。……女子供を含む一族抹殺は、ドイツ人の名に値しない劣等民族によってのみ可能なことだ。私はドイツ人であることを恥じている」
（1939年11月21日、ワルシャワ滞在中に妻へ宛てた手紙の文中）

## 文献
- Horst Mühleisen: Hellmuth Stieff und der deutsche Widerstand. In: Vierteljahrshefte für Zeitgeschichte 39.Jg. Nr. 3, 1991, ISSN 0042-5702, S. 339–377.
- Ausgewählte Briefe von Generalmajor Hellmuth Stieff. In: Vierteljahrshefte für Zeitgeschichte 2.Jg. Nr. 3, 1954, ISSN 0042-5702, S. 291–305．